# Wiktor Nikolajewitsch Kondratjew
Wiktor Nikolajewitsch Kondratjew (russisch Виктор Николаевич Кондратьев, englische Transkription Victor Kondratiev; * 19. Januarjul. / 1. Februar 1902greg. in Rybinsk; † 22. Februar 1979 in Astrachan) war ein russischer Chemiker (Physikalische Chemie).

## Leben
Kondratjew studierte am Polytechnischen Institut in Petrograd und begann schon bald auf Einladung von Nikolai Semjonow (wie sein Kommilitone Juli Borissowitsch Chariton) in der chemischen Abteilung des Physikalisch-Technischen Instituts (dem späteren Joffe-Institut) mit Forschungsarbeiten. 1924 machte er seinen Abschluss, war dann Assistent und ab 1934 Professor am 1931 neu gegründeten Institut für Chemische Physik der Sowjetischen Akademie der Wissenschaften in Moskau. Er leitete dort das Labor für elementare Prozesse und wurde 1948 stellvertretender Institutsdirektor.
Er befasste sich mit Reaktionen in Gasphase und Chemie der Verbrennung. Er begann mit dem spektroskopischen Studium von Gasflammen und bestätigte dabei einige frühe Theorien von Kettenreaktionen und maß später mit Kollegen systematisch Reaktionsraten in der Gasphase. 1967 erhielt er die August-Wilhelm-von-Hofmann-Denkmünze. 1946 erhielt er den Staatspreis der UdSSR und 1966 die Bernard Lewis Gold Medal.
Außerdem war er seit 1943 korrespondierendes und seit 1953 Vollmitglied der Sowjetischen Akademie der Wissenschaften.

## Schriften
- mit E. E. Nikitin: Gas-phase reactions: Kinetics and mechanisms, Springer Verlag 1981
- Rate constants of gas-phase reactions, Washington D. C., National Bureau of Standards 1972 (Russisches Original Moskau, Nauka 1971)
- Chemical kinetics of gas reactions, Pergamon Press 1964